# Bothriechis supraciliaris
Espèce
Synonymes
- Bothrops schlegelii supraciliaris Taylor, 1954

Bothriechis supraciliaris est une espèce de serpents de la famille des Viperidae. 

## Répartition
Cette espèce est endémique du Costa Rica.

## Description
C'est un serpent venimeux vivipare.

## Publication originale
- Taylor, 1954 : Further studies on the serpents of Costa Rica. The University of Kansas Science Bulletin, vol. 36, n. 11, p. 673-800 (texte intégral).